# Jámblico (novelista)
Jámblico (Ἰάμβλιχος) fue un novelista de la Antigua Grecia nacido en Siria que vivió durante el siglo II d.C. Nació antes del año 115 y se encontraba en activo con posterioridad al año 165, dado que menciona en sus escritos a Sohemo, un rey de Armenia repuesto por los romanos.Su novela Babiloníacas se debe fechar en el último tercio del siglo II. El argumento y estructura de esta obra se conocen debido a un resumen hallable en la Biblioteca de Focioy a una larga centena de fragmentos breves, en su mayoría, transmitidos por la Suda (s. X d. C.); y a otros pocos, más extensos, conservados en algunos códices y en un palimpesto. Tanto la fecha en la que se enmarca el autor y su obra conocida, como el género al que pertenece la misma, hacen que adhiramos a Jámblico a la Segunda sofística.

## Biografía[3]
En uno de los códices que ha trasmitido la mencionada Biblioteca de Fociose encuentra una nota marginal al comienzo del resumen de la novela de Jámblico. Esta nota resulta relevante debido a que proporciona información que el propio autor habría incluido en el relato de su novela a través de un excurso de carácter autobiográfico. En ella se dice que éste era sirio de padre y madre, no era griego de los establecidos en Siria sino sirio autóctono. Sabía la lengua siria y practicaba sus costumbres hasta que lo tomó un tutor babilonio que le enseñó la lengua, las costumbres y las historias babilonias, a las que precisamente pertenece la historia que narra en sus Babiloníacas. Este tutor babilonio fue cogido como cautivo con ocasión de la expedición militar en la que Trajano invadió Babilonia (114-15 d. C.) y fue vendido a un sirio por los funcionarios encargados de subastar el botín. Versado en la sabiduría bárbara, discurrió la vida en su patria como miembro de los secretarios del rey. Jámblico, tras su formación con el tutor babilonio, se ejercitó en el griego, lengua con la que adquirió gran familiaridad con la intención de ser buen orador.
Una pequeña mención de la Suda, ya no autobiográfica y por tanto menos verosímil, dice que Jámblico era hijo de padres esclavos. También se dice que las Babiloníacas contienen o están dividas en XXXIX libros, lo cual resulta chocante ya que Focio resume XVI.

## Argumento de lasBabiloníacas
Esta novela de Jámblico tiene como tema central el que es de regla en las novelas griegas antiguas: el amor y los viajes de la pareja protagonista. La acción se desarrolla en Mesopotamia, antes del dominio de los persas. La narración se inicia con el deseo de Garmo, tirano de Babilonia que se había quedado viudo, de poseer a Sinónide, esposa de Ródanes, ambos jóvenes, bellos y recién casados. Sinónide no accede a los deseos del rey y este manda encadenar y crucificar a Ródanes, pero Sinónide lo salva y ambos huyen. Son perseguidos por los eunucos del rey, Sacas y Damas. El amor entre ambos jóvenes y su deseo de vivir felices al margen de las hostilidades del posesivo tirano Garmo será el motor de la acción y lo que provoca los viajes de los protagonistas, que tratan de reunirse o huir juntos de algún enemigo o peligro. Los golpes de la fortuna que cambian el curso de la acción y unen o separan a los amados son frecuentes en este género y en esta historia. Otro elemento característico, en consonancia con las prescripciones que enmarca el género de la novela griega, es el "final feliz", a veces de forma casual o fortuita, una vez superadas las adversidades y dificultades que ponen en jaque a los protagonistas. 
También, en las Babiloníacas encontramos ciertas innovaciones o variaciones que merecen ser comentadas. Aparece un ladrón antropófago, tesoros ocultos, así como simbólicos fantasmas animales, se da importancia a la magia y se suceden una serie de persecuciones, asesinatos y confusiones.Los dioses ocupan, también, un lugar menor o secundario frente a otras novelas, y lo mismo ocurre con la Fortuna y el papel de los oráculos. Jámblico parece retratar las cuestiones divinas o superiores con cierta ironía y racionalidad, explicando de forma racional lo que otros autores y su época hubieran calificado de portento, milagro o maravilla (rasgos presentes en el también sirio Luciano). A pesar de esto, y en perfecta consonancia con las contradicciones de la época, una digresión de Jámblico estaba destinada a enumerar diferentes clases de magia (en la que diría que también habría pronosticado el final de una guerra). Otro aspecto característico es su realismo geográfico, es decir, que el itinerario de los lugares recorridos por la pareja parecería ser real. De igual manera, todos los personajes, con excepción de Damas y Trófima que tienen nombres griegos, poseen nombres orientales como corresponde al escenario de la novela. Por otro lado, la novela no se desarrolla en un marco temporal-histórico determinado, aunque la presencia de un rey de Babilonia puede llevar a pensar que se trata de la época de los Seléucidas. La mención del rey Bocoro de Egipto y la guerra final contra el rey de Babilonia hace que nos retrotraigamos a períodos históricos anteriores a este Jámblico. El paralelismo más próximo a una guerra entre Siria y Egipto en la historia antigua es la guerra entre partos y Seléucidas en el siglo II a. C.